# Spartakus a podmořské slunce
Spartakus a podmořské slunce (ve francouzském originále Les Mondes engloutis) je francouzský animovaný seriál vytvořený Ninou Wolmarkovou. Seriál má celkem 2 série po šestadvaceti epizodách, celkem tedy 52 dílů, které byly premiérově odvysílány v letech 1985–1987. Průměrná délka jedné epizody je kolem 25 minut. Hudbu k seriálu složil rumunský hudebník Vladimir Cosma. Seriál byl vysílán mimo jiné také v České republice na stanici Minimax, kde byl poprvé uveden v letech 2005–2007.
Původní název, Les Mondes engloutis, lze přeložit jako „Potopené světy“. České znění vychází z anglické verze, která se nazývá Spartakus and the Sun beneath the Sea.

## Příběh
Příběh se odehrává pravděpodobně někdy v budoucnosti. Děj se točí kolem Arkádie, legendární civilizace, která jako jediná přežila obrovskou pohromu, ačkoliv obyvatelé Arkádie se museli stáhnout do podzemí. Tam žijí kolem umělého slunce, které je pro obyvatele Arkádie kriticky důležité. Jednoho dne však slunce začne zanikat. Několik dětí porušuje zákon, vnikají do zapovězených archivů a vytvářejí posla – ženu Arkanu. Arkana se setkává s Mattem a jeho malou sestrou Rebekou. Matt a Rebeka následují Arkanu, kterou však unesou piráti. S pomocí dvou tvorů podobných mravenečníkům, Bicem a Bacem, mluvící lodí Tehrigem a tajemným gladiátorem Spartakusem se Mattovi a Rebece podaří Arkanu zachránit ze spárů zlých, ale hloupých pirátů. Od té doby všichni cestují lodí Tehrig ve snaze najít záchranu pro Tehru, arkádské slunce.

## Postavy

### Hlavní postavy
Spartakus – bývalý otrok ve městě Barkar, utekl během vzpoury. Spartakus vlastní "magický" náramek, který používá jako zbraň. Spartakův otec byl pravděpodobně králem nebo náčelníkem kmene, který odešel z Arkádie těsně předtím, než Arkáďané přišli o nohy. Důvod odchodu kmene je neznámý, možná že byli nespokojení s tím, že se Arkáďané chtěli zbavit svých nohou. O Spartakově matce není známo prakticky vůbec nic. Spartakus má mladšího bratra jménem Rainbow, který je však zlý a krutý a je králem města Barkar. Rainbow byl vychovávaný Lanistou, trenérem barkarských gladiátorů.
Arkana – žena v bílém oblečení, stvořená Arkáďany jako posel. Má "magické" schopnosti, kterých často využívá. Arkana je povahově dost naivní a je snadné ji obelstít.
Rebeka (také psáno Rebecca) – malá holčička s červenýma vlasama v modrém oblečení. Je dost zvědavá, což ji často dostane do potíží.
Matt – Rebečin starší bratr. Často svojí sestře posměšně říká "špunte" (čímž apeluje na to, že jeho sestra je ještě malá a nezkušená), ale jinak ji má rád a snaží se ji chránit. Zajímá se o speleologii.
Bic a Bac – dvě bytosti podobné mravenečníkům žijící v Arkádii. Jsou nejlepší přátelé a rádi tancují za rytmu písně známé jako Flashbic, která je někdy považována za národní hymnu Arkádie.
Tehrig (nebo Shag-shag) – mluvící loď, kterou všechny ostatní hlavní postavy cestují.

### Vedlejší postavy
Piráti – skupina pirátů cestujících podzemím ve snaze zajmout bezbranné lidi a prodat je do otroctví. Mají rádi anarchii a jejich společnost je falešná demokracie kontrolovaná hromadnými sdělovacími prostředky.
Mattymatte – hloupý pirát v růžovém oblečení, snaží se zajmout především Arkanu, které říká "supergeofyzická holka".
Maxagaze – vůdce pirátů.
Seskapil – sofistikovaný pirát se zelenými vlasy v červeném oblečení. Jeho jméno je odvozeno od "sex appeal", což je ve Francii často používaná fráze.
Massmedia – přítelkyně Maxagaze. Její jméno je odvozeno od "masová média", tj. "hromadné sdělovací prostředky".
Ostatní postavy:
Galileo – chytrý vědec a astronom. Inkvizitoři Živého krystalu ho chtěli zatknout a popravit za to, že se snažil ostatní přesvědčit o existenci světa mimo Živý krystal. Inspirován skutečnou historickou postavou.
Inkvizitoři Živého krystalu – tři soudcové v modrém oblečení. Jejich hlavním cílem je snažit se obyvatele Živého krystalu udržet v přesvědčení, že nic mimo Živý krystal neexistuje.
Arkáďané – obyvatelé Arkádie, dávné civilizace, která se v některých směrech nápadně podobá bájné Atlantidě. Arkáďané žijí v podzemí kolem umělého slunce zvaného Tehra, které ale jednoho dne začne zanikat, což odstartuje celý příběh seriálu Spartakus a podmořské slunce. Arkáďané nemají nohy, ztratili je někdy po vytvoření slunce Tehra.
Rainbow – Spartakův mladší bratr. Je zlý a krutý a byl vychovávaný Lanistou.
Vězni Ztraceného času – skupina lidí kteří jsou uvězněni v ledovém vězení. Spartakus a jeho přátelé se několikrát pokoušejí vězně Ztraceného času vysvobodit, ale Arkshag se jim v tom snaží zabránit.
Arkshag – strážce Vězňů Ztraceného času. Na rozdíl od pirátů, kteří v seriálu složí spíše pro komické odlehčení, Arkshag je mnohem chladnější a vychytralejší.
Moghokové – kočovný národ bojovníků jezdící na podivných bytostech. Moghokové přepadávají vesnice ve snaze získat zásoby. Nikdy nesestupují dolů z jejich zvířat, protože se bojí že by byli ušlapáni.

## Vozidla a lodě
Tehrig (loď) – velká, modrá létající loď, kterou cestují všechny ostatní hlavní postavy. Je odolná a má tvar želvy. Motorem lodi Tehrig jsou dvě dolní trysky.
Pirátská loď – kovově tmavá loď ve tvaru žáby, kterou cestují piráti. Pirátská loď má oproti Tehrigovi několik nevýhod, přičemž její hlavní nevýhodou je, že se musí ovládat manuálně (na rozdíl od lodi Tehrig, kde je loď řízena umělou inteligencí). Jelikož pirátská loď nemá žádnou řídící umělou inteligenci, nelze ji považovat za postavu.
Pirátské skútry – malé červené skútry ve tvaru žraloka s nakreslenou žraločí čelistí vepředu. Piráti tyto skútry používají, když se chtějí někam rychle dostat. Skútry jsou dost rychlé, ale v každém skútru je místo jenom pro jednoho piráta a samotné skútry se dají poměrně snadno zničit.

## Lokality
Arkádie – tajemná a starodávná civilizace, jejíž obyvatelé jako jedni z mála přežili velkou katastrofu.
Barkar – město otroctví a gladiátorů. Město kdysi vedl krutý Lanista, trenér barkarských gladiátorů. Po přepadení Spartakova kmene byli Spartakus, Rainbow a plno dalších příslušníků kmene odvlečeni do Barkaru jako otroci. Rainbow byl v té době ještě malé dítě, a tak se ho Lanista rozhodl vychovat jako vlastního syna. Když Rainbow dospěl, Lanista mu předal vládu nad Barkarem. Spartakus byl mezitím mnoho let v otroctví a postupem častu se stal nejlepším gladiátorem v celém Barkaru. Jednoho dne vypukla v Barkaru vzpoura, a Spartakovi se podařilo spolu s několika dalšími gladiátory utéct.
Vězení – zde jsou uvězněni Vězni Ztraceného času. Osvobodit vězně není snadné, protože vězení střeží zlý, krutý a nebezpečný bojovník Arkshag.
Živý krystal – obrovský krystal, ve kterém se nachází rozvinutá civilizace. Živému krystalu vládnou inkvizitoři Živého krystalu.
Reálné lokality – v seriálu se také objevuje několik reálných lokalit, například starověký Egypt, starověké Řecko, starověká Čína, Indie, severní pól (Arktida), dále indiánští domorodci atd.

## Český dabing
Jaroslav Horák, Ivana Měřičková, Klára Šumanová, Bohuslav Kalva, Radka Malá, Ivo Novák, Tomáš Racek, Ludvík Král, Pavel Vondra